# Kreis Rügen
Der Kreis Rügen  war von 1956 bis 1990 ein Landkreis im Bezirk Rostock der DDR. Ab dem 17. Mai 1990 bestand er als Landkreis Rügen fort. Sein Gebiet gehört heute zum Landkreis Vorpommern-Rügen in Mecklenburg-Vorpommern. Der Sitz der Kreisverwaltung befand sich in Bergen auf Rügen.

## Geographie
Das Gebiet des Kreises umfasste die Ostseeinseln Rügen und Hiddensee.

## Geschichte
Bereits seit 1818 bestand in der preußischen Provinz Pommern ein Landkreis Rügen. Nach dem Ende des Zweiten Weltkrieges fiel dieser Landkreis in die Sowjetische Besatzungszone und wurde in das Land Mecklenburg eingegliedert. Am 25. Juli 1952 kam es in der DDR zu einer umfassenden Kreisreform, bei der unter anderem die Länder aufgelöst wurden und durch Bezirke ersetzt wurden. Aus dem Gebiet des alten Landkreises Rügen wurden die beiden neuen Kreise Bergen und Putbus gebildet. Diese beiden Kreise wurden am 1. Januar 1956 zum Kreis Rügen vereinigt. Der Kreis Rügen umfasste die Insel Rügen mitsamt den vorgelagerten Inseln wie Hiddensee und Ummanz.
Der Kreis Rügen war neben dem Saalkreis der einzige Kreis in der DDR, der nicht nach seiner Kreisstadt benannt war.
Im Zuge der Wiedervereinigung wurde aus dem Kreis Rügen im Bezirk Rostock (noch vor der Wiedervereinigung am 17. Mai 1990 in Landkreis Rügen umbenannt) der Landkreis Rügen im Land Mecklenburg-Vorpommern.

### Einwohnerentwicklung
| Jahr      | 1960   | 1971   | 1981   | 1989   |
| Einwohner | 91.553 | 86.866 | 84.359 | 87.248 |

## Wirtschaft
Bedeutende Betriebe im Kreis Rügen waren unter anderem
- VEB Brot- und Backwaren Bergen
- VEB Spezialbau Binz
- VEB Fischkombinat Sassnitz
- VEB Vereinigte Kreidewerke Rügen
- VEB Bootsbau Rügen

Der Kreis war auch für den Tourismus der DDR von besonderer Bedeutung.

## Verkehr
Der Kreis Rügen war durch die F96 Sassnitz–Berlin an das Fernstraßennetz der DDR angebunden, die über den Rügendamm bei Stralsund eine Verbindung zum Festland herstellte.
Eine Eisenbahnverbindung zum Festland bestand mit der Bahnstrecke Stralsund–Sassnitz, die ebenfalls über den Rügendamm führte. Dem Bahnverkehr im Kreisgebiet dienten außerdem die Nebenbahnen Bergen–Lauterbach Mole und Lietzow–Binz sowie die Rügensche Kleinbahn.
In den 1980er-Jahren wurde in Mukran der Fährhafen Mukran neugebaut. Der Hafen diente insbesondere dem Bahngüterverkehr mit der Sowjetunion.

## Gemeinden
Die folgenden Gemeinden gehörten dem Kreis Rügen von 1956 bis 1990 an:
| - Altefähr - Altenkirchen - Baabe - Bergen auf Rügen, Stadt - Binz - Breege - Buschvitz - Dranske - Dreschvitz - Gager - Garz/Rügen, Stadt - Gingst - Glowe - Groß Schoritz - Gustow - Göhren - Insel Hiddensee - Karnitz - Kasnevitz - Kluis - Lancken-Granitz - Lietzow - Lohme | - Middelhagen - Neuenkirchen - Parchtitz - Patzig - Poseritz - Putbus, Stadt - Putgarten - Ralswiek - Rambin - Rappin - Sagard - Samtens - Sassnitz, Stadt - Schaprode - Sehlen - Sellin - Thesenvitz - Thiessow - Trent - Ummanz - Wiek - Zirkow - Zudar |

Die folgenden Gemeinden wurden zwischen 1956 und 1990 eingemeindet:
- Alt Reddevitz, am 20. Mai 1974 zu Middelhagen
- Altensien, am 1. Januar 1962 zu Sellin
- Boldevitz, am 19. Mai 1974 zu Parchtitz
- Dubnitz, am 1. Januar 1960 zu Sassnitz
- Groß Kubitz, am 1. Juli 1961 zu Ummanz
- Jarkvitz, am 19. Mai 1974 zu Altefähr
- Karow, am 1. Juli 1961 zu Bergen
- Neu Reddevitz, am 1. April 1959 zu Lancken-Granitz
- Seedorf, am 1. April 1959 zu Altensien
- Swantow, am 1. Juli 1961 zu Poseritz
- Zühlitz, am 16. September 1961 zu Altenkirchen

## Kfz-Kennzeichen
Den Kraftfahrzeugen (mit Ausnahme der Motorräder) und Anhängern wurden von etwa 1974 bis Ende 1990 dreibuchstabige Unterscheidungszeichen, die mit den Buchstabenpaaren AN und AO begannen, zugewiesen. Die letzte für Motorräder genutzte Kennzeichenserie war AT 70-01 bis AT 99-99.
Anfang 1991 erhielt der Landkreis das Unterscheidungszeichen RÜG.